# Spongosorites coralliophaga
Spongosorites coralliophaga är en svampdjursart som först beskrevs av Stephens 1915.  Spongosorites coralliophaga ingår i släktet Spongosorites och familjen Halichondriidae. Inga underarter finns listade i Catalogue of Life.